# Nauris Miezis
Nauris Miezis (n. 31 martie 1991, Ķekava Municipality⁠(d), Letonia) este un baschetbalist leton, medaliat olimpic. A participat la două ediții ale Jocurilor Olimpice (2020, 2024) în care a câștigat o medalie de aur.

## Participări
Lista de mai jos prezintă principalele competiții la care a participat Nauris Miezis de-a lungul carierei.
- Baschet la Jocurile Olimpice de vară din 2020 - masculin 3x3[3]